# 素鵞村
素鵞村（そがむら）は愛媛県温泉郡にあった村である。

## 沿革
- 1889年（明治22年）12月15日 - 町村制施行により旧温泉郡枝松村、小坂村、立花村の一部、中村の一部が合併し温泉郡素鵞村として発足。村名は、素鵞神社に由来する[1]。
- 1908年（明治41年）4月1日 - 立花、中村地区の一部（石手川以北）が松山市に編入される[2]。
- 1914年（大正03年） - 新立橋-日尾八幡神社前間の新道開通[3]（現在の愛媛県道334号松山川内線）。
- 1922年（大正11年）9月30日 - 村役場の新築落成式を挙行[4]。
- 1926年（大正15年）2月11日 - 雄群村、朝美村、御幸村とともに松山市へ編入され消滅。

## 歴代村長
| 代    | 氏名             |
| ----- | ---------------- |
| 初代  | 岡田種信         |
| 第2代 | 平田一知         |
| 第3代 | 門田普           |
| 第4代 | 白石大蔵         |
| 第5代 | 野田将度         |
| 第6代 | 三好愛太郎       |
| 第7代 | 門田普           |
| 第8代 | 伊賀亀吉（啓展） |

※在任時期は不明。

## 地理

### 河川
- 石手川

## 教育
- 素鵞尋常高等小学校

## 交通

### 道路
- 讃岐街道
- 土佐街道

### 鉄道路線
- 伊予鉄道横河原線・森松線
立花駅

## 名所・旧跡
- 相向寺